# توپوگرافی آب‌های سطحی و اقیانوسی
مأموریت توپوگرافی آب‌های سطحی و اقیانوسی (انگلیسی: Surface Water and Ocean Topography) یا (SWOT) یک ژئودزی ماهواره‌ای است که به‌طور مشترک توسط ناسا و آژانس فضایی فرانسه CNES، با مشارکت آژانس فضایی کانادا (CSA) و سازمان فضایی بریتانیا (UKSA) توسعه یافته و اداره می‌شود. از جمله اهدف‌های این مأموریت انجام نخستین بررسی جهانی از آب‌های سطحی زمین، مشاهدهٔ جزئیات دقیق توپوگرافی سطح اقیانوس‌ها و اندازه‌گیری چگونگی تغییر پهنه‌های آبی سطحی زمین در طول زمان است.
در حالی که مأموریت‌های ماهواره‌ای گذشته مانند ارتفاع‌سنج‌های سری جیسون (TOPEX/Poseidon, Jason-1، Jason-2، Jason-3) تغییراتی را در ارتفاع سطح آب رودخانه‌ها و دریاچه‌ها در مکان‌های انتخابی ثبت کرده‌اند، SWOT اولین مشاهدات واقعاً جهانی تغییر را در دورهٔ مأموریت خود ارائه خواهد کرد. سطح آب، شیب نهرها و وسعت طغیان در رودخانه‌ها، دریاچه‌ها و دشت‌های سیلابی. در اقیانوس‌های جهان، SWOT گردش اقیانوس را در مقیاس‌های بی‌سابقهٔ ۱۵–۲۵ کیلومتری (۹٫۳–۱۵٫۵ مایلی) مشاهده می‌کند که تقریباً یک مرتبه بزرگتر از ماهواره‌های فعلی است. از آنجایی که SWOT از فناوری ارتفاع‌سنجی پهن‌سنج استفاده می‌کند، تقریباً به‌طور کامل اقیانوس‌ها و بدنه‌های آب شیرین جهان را با اندازه‌گیری‌های مکرر ارتفاع با وضوح بالا مشاهده می‌کند و امکان مشاهدهٔ تغییرات در آنها را فراهم می‌کند.

## هدف‌های علمی و دوره مأموریت
- ارتفاع سطح دریاها و پهنهٔ آب‌های زمینی را در عرض ۱۲۰ کیلومتر (۷۵ مایل) با شکاف ۱۰± کیلومتر (۶٫۲ مایل) در مسیر پاسو فراهم می‌کند.
- در اعماق اقیانوس‌ها، ارتفاع سطح دریاها را در هر نوار با فاصلهٔ هر ۲ کیلومتر × ۲ کیلومتر (۱٫۲ مایل × ۱٫۲ مایل) و دقتی که در ۱ کیلومتر × ۱ کیلومتر (۰٫۶۲ مایل) از ۲٫۷ سانتی‌متر (۱٫۱ اینچ) تجاوز نکند، فراهم می‌کند. × ۰٫۶۲ مایل)، یا ۱٫۳۵ سانتی‌متر (۰٫۵۳ اینچ) در ۲ کیلومتر × ۲ کیلومتر (۱٫۲ مایل × ۱٫۲ مایل) در صورت میانگین در منطقه.
- بر فراز خشکی، داده‌های خام را برای پردازش و تهیه یک ماسک آبی (نگاشت ابتدائی آبی) که قادر است رودخانه‌های با پهنای ۱۰۰ متر (۳۳۰ فوت) و دریاچه‌ها و مخازن ۲۵۰ متر × ۲۵۰ متری (۸۲۰ فوت × ۸۲۰ فوت) را تجزیه و تحلیل کند، به زمین دانلود می‌کند.[۳] ضمیمهٔ این ماسک، برای آب‌هایی که سطح غیر پوشش گیاهی آنها بیش از ۱ کیلومتر مربع (۰٫۳۹ مایل مربع) است، ارتفاع سطح آب با دقت ۱۰ سانتی‌متر (۳٫۹ اینچ) خواهد بود. دقت شیب ۱٫۷ سانتی‌متر در کیلومتر (۱٫۱ اینچ در مایل) در حداکثر فاصله جریان ۱۰ کیلومتر (۶٫۲ مایل) است.[۴]
- این ماهواره از ۷۸ درجه جنوبی تا ۷۸ درجه شمالی بر فراز زمین را می‌پیماید و حداقل ۸۶ درصد از کره زمین را پوشش می‌دهد.

SWOT هر ۲۱ روز یک بار در طول ۲۹۲ مدار، یک مسیر مشابه را در سطح زمین دنبال می‌کند.این توپوگراف آب‌های سطحی و اقیانوسی برای یک مدت مأموریت سه ساله طراحی شده‌است.